# Paul Mamroth
Paul Mamroth (* 21. September 1859 in Breslau; † 20. November 1938 in Teltow) war ein deutscher Industrieller und Finanzfachmann.

## Leben
Mamroth war Sohn jüdischer Eltern in Breslau. Nach dem Besuch der höheren Schule erhielt Mamroth eine Ausbildung im Breslauer Bankhaus Marcus Nelken & Sohn. 1882 zog er nach abgeschlossener Lehre nach Berlin. Zunächst arbeitete er in der Darmstädter und Nationalbank. 1883 lernte er durch Vermittlung von Felix Deutsch den AEG-Gründer Emil Rathenau kennen. Als Finanzfachmann half er dem wesentlich älteren Firmengründer, die AEG zu einem Weltkonzern zu machen. Mamroth hatte intensiven Kontakt zu Adolf Slaby und Georg Graf von Arco. Adolf Slaby baute ab 1883 an der TH Berlin-Charlottenburg einen Lehrstuhl für Elektrotechnik auf. Sein Assistent Georg Graf von Arco war Mitbegründer der Telefunken-Gesellschaft. Mamroth unterstützte die Forschungsaktivitäten von Slaby und von Arco durch Zuwendung erheblicher finanzieller Mittel.
Paul Mamroth war seit 1894 mit der 15 Jahre jüngeren Elsa Sabersky (1874–1905), einer Tochter des Bankiers Max Sabersky (1840–1887), dem Besitzer von Gut Seehof in Teltow, verheiratet. Im Jahr darauf wurde die Tochter Lotte geboren. 1904 erteilte Mamroth den Auftrag zum Bau einer Villa im Gutspark in Seehof, die 1905 bezugsfertig war. Elsa Mamroth starb bereits im Alter von 31 Jahren am 26. Oktober 1905. Sie wurde auf dem Teltower Friedhof in einem Familiengrab begraben.
In zweiter Ehe war Paul Mamroth seit 1923 mit der Sängerin Elisabeth Saatz verheiratet.
Mamroth war Mitglied der Gesellschaft der Freunde in Berlin, einem jüdischen Hilfsverein.
Seit 1902 gehörte Paul Mamroth bei allen Berliner Automobilausstellungen zum Organisationskomitee und sorgte für deren Finanzierung. Er war auch Initiator der AVUS-Rennstrecke in Berlin.
1910 begann die AEG mit dem Bau von Flugzeugen in Hennigsdorf. Mamroth führte die Verhandlungen als 1918 die Deutsche Luft-Reederei GmbH gegründet wurde. Aus dieser entstand schließlich 1926 die Lufthansa, in deren Aufsichtsrat Paul Mamroth lange Zeit saß. 
Paul Mamroth wurde 1915 nach dem Tod von Emil Rathenau Vizevorstandschef der AEG und verwaltete das Finanzressort. Er war seit 1909 Aufsichtsratsvorsitzender der von Joseph Schweig gegründeten Vereinigten Lausitzer Glaswerke AG und bereitete die Fusion mit der AEG 1922 vor. 1920 bewirkte Paul Mamroth die Vereinigung der Glühlampenfabrik der AEG, Siemens & Halske und der Auer-Gesellschaft zur Osram GmbH. 
Die Funktion des Vizevorstandschefs übte er lange Zeit zusammen mit Felix Deutsch aus, der 1928 starb. Bis 1928 war er Mitglied im dreiköpfigen Vorstand der AEG. Danach wechselte er insbesondere aus gesundheitlichen Gründen in den Aufsichtsrat der AEG. Unter dem Druck der Nationalsozialisten schied er bis zum Sommer 1936 aus allen wichtigen Ämtern aus: aus den Aufsichtsräten der AEG, der Osram-GmbH, der Deutschen Luft Hansa AG, dem Automobilklub und der Heinrich-Hertz-Gesellschaft.

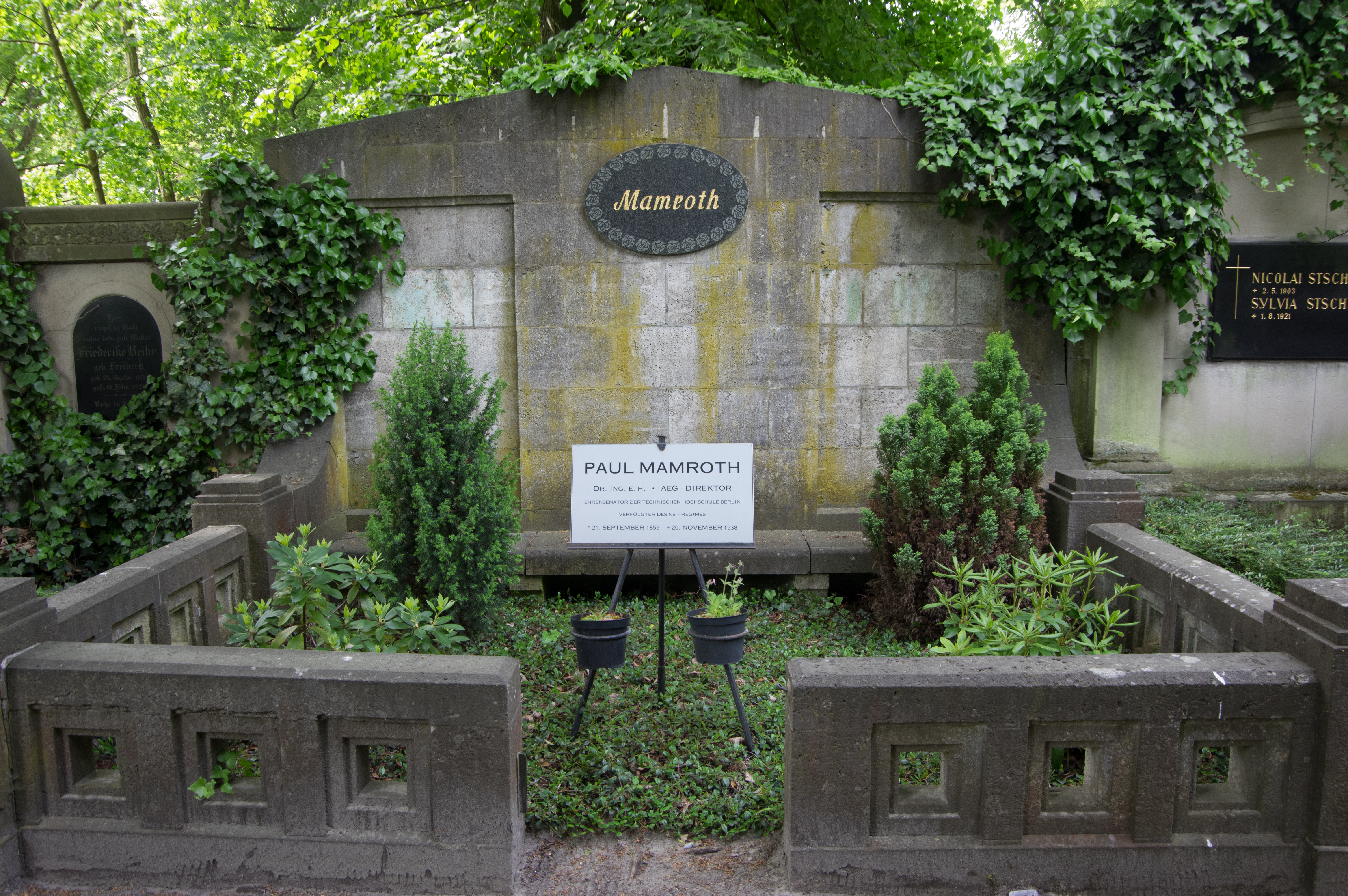
Grab auf dem Teltower Friedhof

Paul Mamroth gehörte auch zu denjenigen Personen jüdischer Religion bzw. Herkunft, die im Mai 1933 aus der Berliner IHK gedrängt wurden. Von den 98 Mitgliedern, die 1932 der Vollversammlung der IHK Berlin angehörten, wurden 80 bei der Fusion mit der IHK Brandenburg im Jahre 1933 zwangsweise verdrängt. 
Paul Mamroth war, obwohl er sich bereits 1906 evangelisch taufen ließ, von der sog. „Helldorff-Spende“ 1938 betroffen. Wolf-Heinrich von Helldorf, Berliner Polizeipräsident seit 1935 und Nachbar der Familie Mamroth, erließ 1938 ohne jede gesetzliche Grundlage eine Zwangsabgabe für vermögende Juden in Berlin.
Mamroth starb im November 1938 auf seinem Sommersitz in Teltow-Seehof  an den Folgen eines Hirnschlages. Wenige Tage zuvor war die Reichspogromnacht. Außerdem war ihm kurz davor die Würde des Ehrensenators der TH Berlin entzogen worden. Er wurde in einem Familiengrab auf dem Teltower Friedhof begraben.
Das Berliner Wohngebäude der Mamroths samt Grundstück in der Lichtensteinallee 3a wurde auf Druck von Albert Speer 1941 erworben, um darauf ein Atelier für Speer errichten zu können. Die Bauarbeiten dauerten bis Sommer 1943. Im November 1943 wurde das Anwesen bei einem Bombenangriff weitgehend zerstört.

## Ehrungen
- 1921: Dr. Ing. e. h. der TH Breslau
- 1922: Ehrensenator der TH Berlin
- 1930: Heinrich-Hertz-Medaille in Bronze

## Werke
- Aus meinen Aufzeichnungen, Berlin 1927.